# Cotoneaster horizontalis
Cotoneaster horizontalis là loài thực vật có hoa trong họ Hoa hồng. Loài này được Decne. mô tả khoa học đầu tiên năm 1877.
Cotoneaster horizontalis là loài bản địa tây Trung Quốc. Nó là loài cây bụi và mọc lan ra, cao 1 m và rộng đến 1,5 m. Chúng thường được trồng trong công viên và vườn ở các khu vực ôn đới làm bờ rào hoặc thực vật phủ mặt đất.
C. horizontalis đã được đưa vào trồng ở một số nơi tại Anh quốc và có thể trở thành loài xâm lấn.

## Hình ảnh

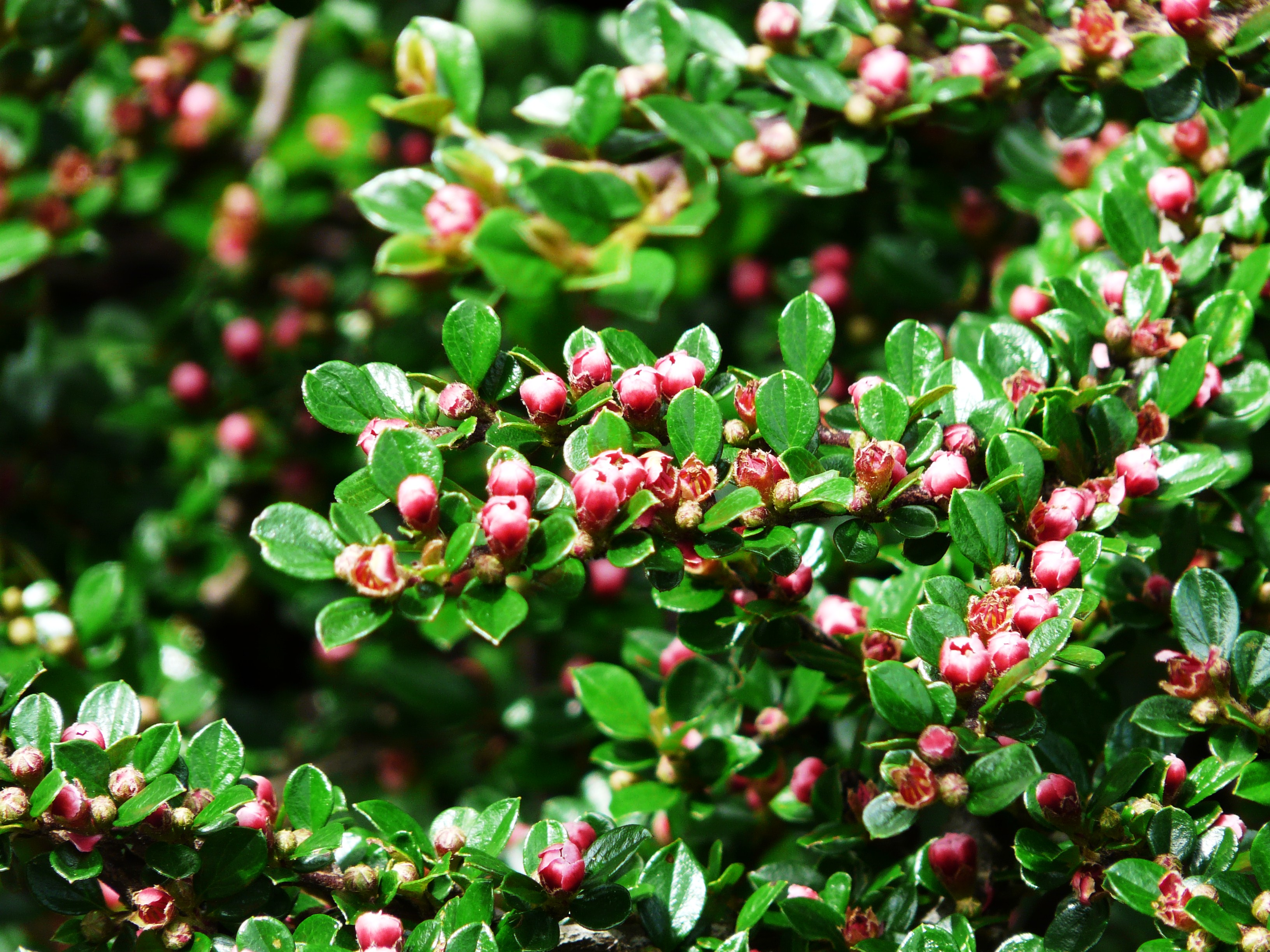
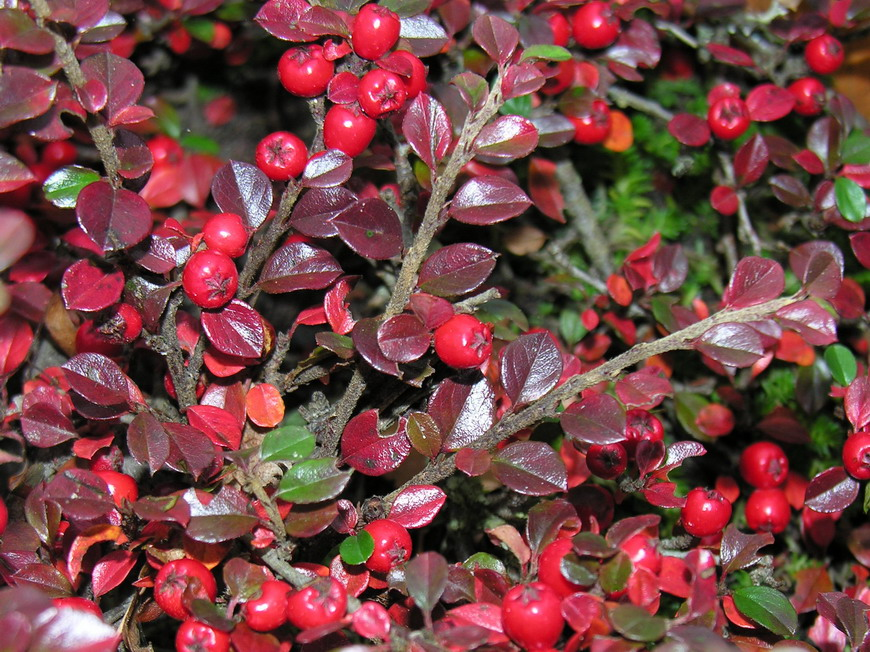
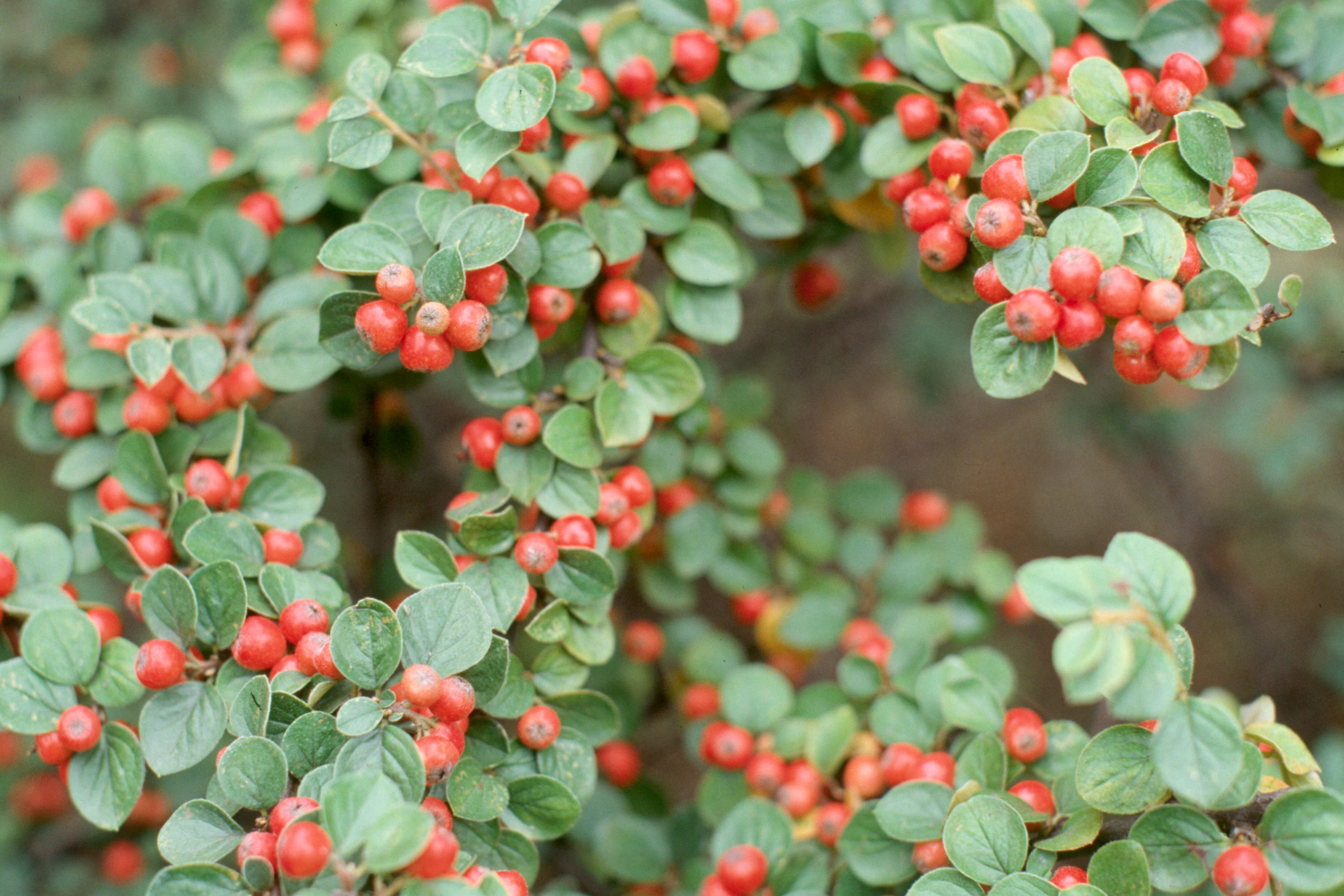
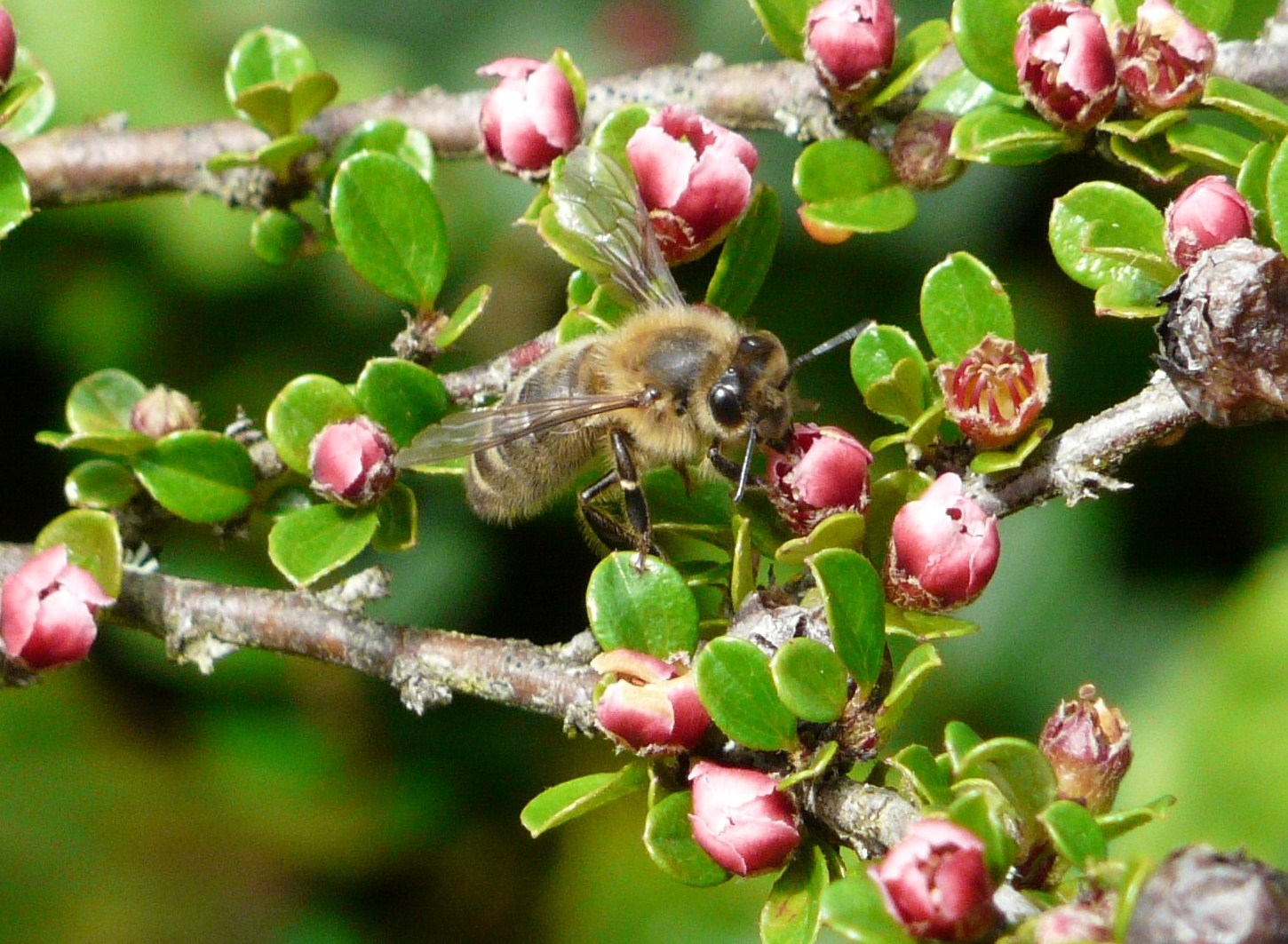